# Miff Mole
Pour les articles homonymes, voir Mole.
Irving Milfred « Miff » Mole, né le 11 mars 1898 à Roosevelt et mort le 29 avril 1961, est un musicien de jazz américain spécialiste du trombone.